# ليو أوكونور
ليو أوكونور (بالإنجليزية: Leo O'Connor)‏ هو لاعب قذف أيرلندي، ولد في 1966 في ليمريك في جمهورية أيرلندا.